# Saccoloma chartaceum
Saccoloma chartaceum là một loài dương xỉ trong họ Saccolomataceae. Loài này được G.B.Nair mô tả khoa học đầu tiên năm 1990.